# Kulsyre
Kulsyre, carbonsyre, er en syre med sumformlen H2CO3. Kulsyre dannes spontant, når CO2 opløses i vand. Processen er reversibel og det afhænger alene af CO2-trykket, om den skal gå i retning af kulsyre eller i retning af frit CO2. Begge dele kan i øvrigt ske via et mellemled, hvor der dannes en fri brintion og en bicarbonation.
CO2 + H2O ⇔ H+ + HCO3- ⇔ H2CO3
Denne dobbeltsidighed kendes fra sodavand, øl eller champagne, hvor naturligt eller tilført CO2 danner kulsyre med vandet i flasken, indtil man fjerner kapsel eller prop. Også inden for sundhed har kulsyre og særligt bicarbonat en stor betydning; gennem blodprøver der bestemmer bicarbonatniveauet i blodet fås betydende oplysninger om kroppens tilstand, især med relation til respirationen. 
Kulsyre er en svag dobbeltsyre, men den er betydningsfuld i forbindelse med forvitringsprocesser, erosion og stoffers opløselighed i jordvæsken. Den dissocierer efter følgende skema
H2CO3 ⇿ H+ + HCO3-, pK1=6,51
HCO3- ⇿ H+ + CO32-, pK2=10,34
En vandig opløsning der indeholder både kulsyre og hydrogencarbonationer vil altså have en pH i nærheden af 6,51, og en opløsning der indeholder både hydrogencarbonat- og carbonationer vil have en pH i nærheden af 10,34.
Carbonationen CO32- er en middelstærk base med en dissociationskonstant på pK2=10,34. En opløsning der indeholder både carbonat- og hydrogencarbonationer vil altså have en pH i nærheden af 10,34 